# Arquebisbat Catòlic de Washington
L'arquebisbat de Washington (anglès: Archdiocese of Washington; llatí: Archidioecesis Vashingtonensis), és una església particular de l'Església Catòlica Romana als Estats Units. Pertany a la regió eclesiàstica IV (DC, DE, MD, VA, VI, WV). El 2010 comptava amb 592.769 batjeats al voltant de 2.694.405 habitants. Actualment està regida per l'arquebisbe cardenal Wilton Daniel Gregory.
L'arquebisbat de Washington és la llar de la Universitat Catòlica d'Amèrica, la universitat catòlica nacional dels Estats Units dirigida per la Conferència Episcopal Estatunidenca. És també la llar de la Basílica de la Capella Nacional de la Immaculada Concepció, una basílica menor dedicada al sant pató de la nació, Nostra Senyora de la Immaculada Concepció i l'església més gran dels Estats Units (i la vuitena del món). La basílica, tot i que no és una parròquia de l'arquebisbat de Washington, és on l'arxidiòcesi celebra les Misses de Pasqua i Nadal, que habitualment són retransmeses per la a tots EWTN els Estats Units. A la basílica es conserva la tiara del Papa Pau VI.

## Territori

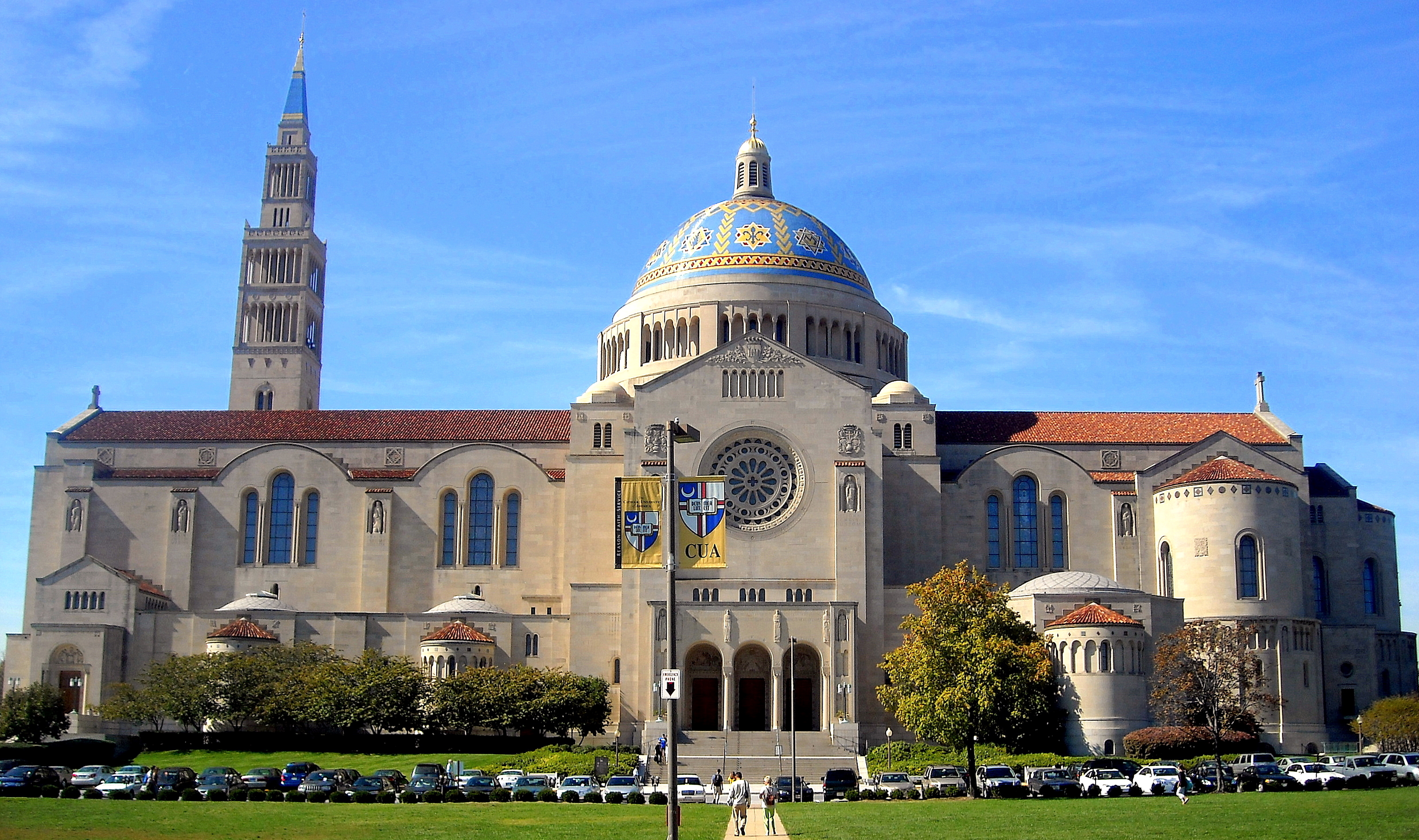
Basílica de la Immaculada Concepció

L'arxidiòcesi comprèn el Districte de Columbia i cinc comtats a l'estat de Maryland: Montgomery, Prince George's, St. Mary's, Calvert i Charles
La seu arquebisbal es troba a la ciutat de Washington DC, on es troba la Catedral de Sant Mateu Apòstol.
El territori està dividit en 140 parròquies.

## Prelatura
L'ordinari de l'arquebisbat de Washington és un arquebisbe, la càtedra del qual es troba a la Catedral de Sant Mateu Apòstol, i és metropolità de la província eclesiàstica de Washington. L'única seu sufragània és la diòcesi de Saint Thomas, que es troba a les Illes Verges.
El primer arquebisbe de Washington, va ser Joseph Michael Curley el 1939. L'actual Arquebisbe és Donald Wuerl.

## Història
L'arquebisbat de Washington sovint presumeix que la Companyia de Jesús celebrà la primera Missa a l'Amèrica del Nord britànica el 1634. Durant l'època colonial, però, els catòlics serien perseguits patint l'opressió permesa per les lleis penals locals.
Després de l'establiment dels Estats Units pels seus pares fundadors, la Santa Seu va nomenar un jesuïta, John Carroll, com el primer bisbe de la diòcesi de nova creació que més tard es convertiria en l'arxidiòcesi de Baltimore. Adoptant el nom de Prefectura Apostòlica dels Estats Units, tenia jurisdicció sobre tots els catòlics d'Amèrica incloent l'actual ciutat de Washington.
En 1858, el Cementiri del Mont de les Oliveres es va fundar a Washington DC, essent el primer cementiri catòlic que servia a totes les parròquies de la zona.
El 1939, el Papa Pius XII, va separar la ciutat de Washington de l'arxidiòcesi de Baltimore i va crear l'Arxidiòcesi conjunta de Baltimore-Washington. El procés de separació es va concloure oficialment el 15 de novembre de 1947, mitjançant la butlla Universi dominici gregis. L'arquebisbat de Washington esdevingué seu metropolitana el 12 d'octubre de 1965 quan, mitjançant la butlla Fidelium christianorum del Papa Pau VI, la diòcesi de Saint Thomas esdevingué la seva seu sufragània.
Per dirigir el Cementiri de Mont de les Oliveres i tres cementiris més, el 1978 l'arquebisbat creà i incorporà Cementiris Catòlics de l'Arquebisbat de Washington.25 anys després, el Cementiri de Totes les Ànimes de Germantown, Maryland esdevingué el seu cinquè cementiri arxidiocesà.

## Bisbes

Escut de l'arquebisbat de Washington

- Joseph Michael Curley (1939-1947) al mateix temps, Arquebisbe de Baltimore
- Patrick Aloysius O'Boyle † (27 de novembre de 1947 - 3 de març de 1973 jubilat)
- William Wakefield Baum † (5 de març de 1973 - 18 de març de 1980 renuncià)
- James Aloysius Hickey † (17 de juny de 1980 - 21 de novembre de 2000 jubilat)
- Theodore Edgar McCarrick (21 de novembre de 2000 - 16 de maig de 2006 jubilat)
- Donald William Wuerl (16 de maig d 2006 - 12 d'octubre de 2018 jubilat)
- Wilton Daniel Gregory, des del 4 d'abril de 2019

## Cementiris arxidiocesans
A més, de les gairebé 100 parròquies que tenen els seus propis cementiris, l'arquebisbat opera de manera centralitzada cinc cementiris principals:
- Cementiri del Mont de les Oliveres, Washington, D.C.
- Cementiri del Pont al Cel, Silver Spring, Maryland
- Cementiri de Santa Maria Reina de la Pau, Helen, Maryland
- Cementiri de la Resurrecció, Clinton, Maryland
- Cementiri de Totes les Ànimes, Germantown, Maryland

## Estadístiques
A finals del 2010, l'arxidiòcesi tenia 592.769 batejats sobre una població de 2.694.405 persones, equivalent al 22,0% del total.

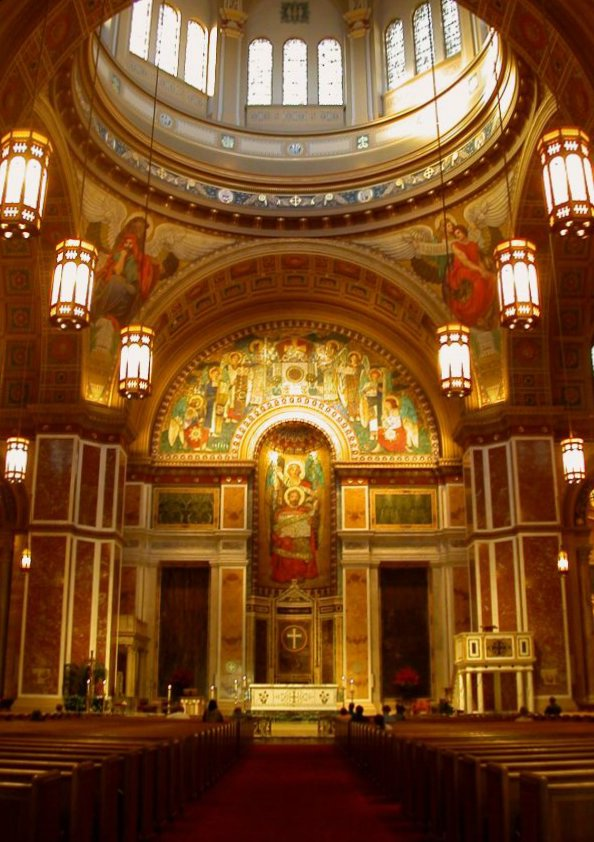
Catedral de Sant Mateu a la ciutat de Washington DC

| any  | població | població  | població | sacerdots | sacerdots       | sacerdots       | sacerdots             | diaques | religiosos | religiosos | parroquies |
| ---- | -------- | --------- | -------- | --------- | --------------- | --------------- | --------------------- | ------- | ---------- | ---------- | ---------- |
| any  | batejats | total     | %        | total     | clergat secular | clergat regular | batejats por sacerdot | diaques | homes      | dones      |            |
| 1950 | 175.000  | 1.219.806 | 14,3     | 690       | 144             | 546             | 253                   |         | 1.218      | 1.205      | 83         |
| 1966 | 361.482  | 1.749.006 | 20,7     | 1.179     | 338             | 841             | 306                   |         | 1.195      | 1.865      | 122        |
| 1970 | 396.212  | 2.327.127 | 17,0     | 1.095     | 317             | 778             | 361                   |         | 1.201      | 1.541      | 123        |
| 1976 | 396.421  | 2.090.800 | 19,0     | 1.157     | 362             | 795             | 342                   | 56      | 1.399      | 1.200      | 127        |
| 1980 | 402.000  | 2.126.000 | 18,9     | 961       | 300             | 661             | 418                   | 92      | 1.295      | 974        | 132        |
| 1990 | 400.000  | 2.200.300 | 18,2     | 1.021     | 357             | 664             | 391                   | 162     | 925        | 1.021      | 136        |
| 1999 | 510.000  | 2.413.700 | 21,1     | 874       | 333             | 541             | 583                   | 232     | 152        | 827        | 139        |
| 2000 | 515.000  | 2.419.324 | 21,3     | 1.092     | 455             | 637             | 471                   | 229     | 966        | 771        | 140        |
| 2001 | 551.436  | 2.436.407 | 22,6     | 1.109     | 459             | 650             | 497                   | 234     | 948        | 748        | 140        |
| 2002 | 581.494  | 2.528.235 | 23,0     | 1.130     | 448             | 682             | 514                   | 233     | 997        | 751        | 140        |
| 2003 | 581.900  | 2.571.395 | 22,6     | 1.060     | 454             | 606             | 548                   | 191     | 874        | 734        | 140        |
| 2004 | 567.266  | 2.614.128 | 21,7     | 1.081     | 420             | 661             | 524                   | 187     | 930        | 734        | 140        |
| 2010 | 592.769  | 2.694.405 | 22,0     | 782       | 407             | 375             | 758                   | 179     | 636        | 583        | 140        |